# Пущено хоро
Пущено хоро или Буфско хоро (на гръцки: πουστσένο, пусцено, или λεβέντικος, левендикос, или λυτός, литос, на македонска литературна норма: пуштено оро) е хоро от югозападната част на географската област Македония - областта на град Лерин и Голема Преспа. Алтернативното му име Буфско идва от името на село Буф, Леринско. Метриката му е 12 = 3+2+2+3+2, но третините могат да са разделени на четири ноти и поради скоростта метриката може да е по-скоро 3+4+3+2.